# Klemens Ramułt
Klemens Ramułt (ur. 1500 w Radymnie, zm. 1562) – prezbiter z Zakonu Braci Mniejszych, Prowincji Bernardynów, kaznodzieja, pisarz, tłumacz.
Urodził się w 1500 r. w Radymnie. Około 1512 r. wstąpił do Klasztoru OO. Bernardynów w Przeworsku. Zasłynął jako kaznodzieja, walczący słowem i piórem z innowiercami. W 1555 r. przetłumaczył Nauki duchowne dla Zofii Odrowążówny.